# Амадео Карисо
Амаде́о Рау́л Кари́со Ларета́пе (на испански: Amadeo Raúl Carrizo Larretape; 12 юни 1926,Руфино, Санта Фе — 20 март 2020 — аржентински футболист, вратар. Той става първия южноамерикански вратар, който атакува топката с ръце, хвърляйки се с главата напред, когато няма веме друг избор. В повечето случаи той предпочита да изпреварва съперника, излизайки извън пеналта и поемайки топката... с крак. Благодарение на отличната си техника, той може да я изнесе с прецизен пас. С лекота подава прецизно на 60 метра, извеждайки противниците си в наказателното поле на противника. Финтира нападателите и то в дербитата. Пресича центриранията, ловейки топката само с една ръка, благодарение на огромните си длани 

## Биография
На 13 години пристига на проби в „Ривър Плейт“. Неговата мечта е да стане нападател. Той е одобрен и до 16 годишна възраст играе напред.
Карисо дебютира в първа аржентинска лига на 6 май 1945 година в „Ривър Плейт“, в който неговия отбор побеждава „Индепендиенте“ с 2:1. В течение на 23-годишната си кариера в „Ривър“ той играе заедно с такива звезди, като Адолфо Педернера, Хосе Мануел Морено, Анхел Амадео Лабруна, Алфредо Ди Стефано и други, печелейки 5 шампионски титли. В периода 1954—1965 години играе 20 мача за нациоалната гарнитура на Аржентина. В състава на „Албиселесте“ той играе много удачно, особено в мачовете с Бразилия (когато е спирал неведнъж самия Пеле), но понякога е търпял и съкрушителни загуби, като 1:6 от Чехословакия на СП-1958. След като приключва с „Ривър“, заминава за Перу, в „Алианса Лима“, където остава закратко, и завършва кариерата си в колумбийския „Милионариос“, с чийто състав печели колумбийския шампионат. В прощалния си мач Карисо, най-великия вратар на всички времена Лев Яшин му подарява ръкавиците си.
В своята кариера той прави редица рекорди. През 1966 година, на 40 годишна възраст, Карисо не пропуска гол в течение на 782 минути. През следващата година Карисо подобрява своя рекорд, не пропуска голове в продължнеие на 789 минути. В шампионата на Аржентина той успява да спаси 18 дузпи. Карисо напуска „Ривър“ на 42, но преминава в „Милионариос“. След това работи като треньор в Аржентина и Колумбия., а в последните години е директор на школата на „Ривър Плейт“ и почетен президент на клуба.
Получава прякора „Тарзан“ заради своя ефектен маниер да защитава вратата си. Признат е за най-добър вратар на Южна Америка от МФФИИС, списание „El Gráfico“ го нарича „Маестро без епоха“.
На маниерът му на игра са подражавали много знаменити вратари: Уго Орландо Гати, Хосе Рене Игита, Хосе Луис Чилаверт. През 1968 година Карисо установява два рекорда: 513 мача във висшата аржентинска дивизия и 8 мача подред без пропуснати голове.
С ръст от 188 м, Карисо е истински великан за тогавашните стандарти. Красив,поразително приличащ на холивудската звезда от 40-те години на ХХ век Джони Вайсмюлер. Всичко това го превръща в любимец на нацията. Снима се в киното през 1950 година, а най-големите модни къщи в столицата го използват, като манекен в ревютата си. Той става първият вратар в Аржентина носейки ръкавици, виждайки че в Европа ползват такива.
В последно време Карисо се е явявал собственик на недвижимост в Буенос Айрес, в градския район Виля Девото (англ.). От 17 август 2008 година един от секторите на стадион „Монументал Ривър Плейт“ носи името му.
През 2011 г. Сенатът в Буенос Айрес гласува 12 юни да стане „Ден на аржентинския вратар“ в чест на Амедео Карисо.

## Успехи
- Шампион на Аржентина (7): 1945, 1947, 1952, 1953, 1955, 1956, 1957
- Вицешампион на Аржентина(9): 1948, 1949, 1960, 1962, 1963, 1965, 1966, Нас. 1968
- 3-то място в Аржентина (5): 1946, 1951, 1954, 1961, 1964
- Носител на Купа на нациите по футбол (1): 1964
- Финалист в Копа Либертадорес (1): 1966
- Шампион на Колумбия (1): 1972